# دریای زنگ
دریای زنگ یا زنج (عربی: بحر زنج) نام پیشین بخش غربی اقیانوس هند در مجاورت منطقه دریاچه‌های بزرگ آفریقا است که جغرافی‌دانان عرب قرون وسطی آن را زنگ می‌نامند. دریای زنگ از نظر دریانوردان عرب منطقه ترسناکی بود و افسانه‌های فراوانی در مورد خطرات فراوان آن به‌ویژه در نزدیکی مرزهای جنوبی آن وجود داشت.

## جغرافیا
این اصطلاح به گستره‌های دریایی در نزدیکی بخش شرقی قاره آفریقا گفته می‌شد که سیاحان و وقایع‌نگاران باستانی مسلمان مانند مسعودی و ابن بطوطه آن را می‌شناختند.
اگرچه حدود آن از نظر جغرافیایی به اندازه کافی تعریف نشده بود، اما منطقه دریای زنگ شامل یک منطقه دریایی وسیع بود که تقریباً تا جایی که دریانوردان باستانی با کشتی‌های خود رفته بودند، امتداد داشت. با توجه به تغییرات بادهای موسمی، دریای زنگ در جنوب دریای اریتره، از سواحل جنوب شرقی آفریقا تا جنوب کانال موزامبیک، از جمله کومور و آب‌های ساحل شرقی ماداگاسکار امتداد داشت. در سمت شرقی آن دریا در غرب سیشل و در شمال غربی جزایر ماسکارین امتداد داشت.